# Afraturm (Augsburg)
Der Afraturm, auch Heidenturm genannt, war ein schlanker Patrizierturm in der Augsburger Innenstadt. Er wurde als letzter seiner Art in Augsburg im Winter 1899/1900 abgebrochen, um Platz für den Neubau des Polizeigebäudes zu gewinnen.
Sein Name basiert auf der Legende, dass die Heilige Afra in dem Turm gefangen gehalten wurde. Der Turm war jedoch niemals ein Gefängnis und zudem gab es ihn noch gar nicht zu Lebzeiten der Heiligen Afra. Tatsächlich handelte es sich ursprünglich um einen Treppenturm mit einer Grundfläche von 2,40 × 3,60 Metern, der vermutlich aus dem 12. oder 13. Jahrhundert stammt. Im 14. oder 15. Jahrhundert wurde er auf eine Höhe von 36 Meter aufgestockt und überragte die umliegende Bebauung so um etwa 10 Meter. Beim Abbruch kamen Zinnen zum Vorschein, die seine ursprüngliche Höhe markierten. Alte Aufnahmen lassen zudem erkennen, dass der Turm unten aus Steinquadern und oben aus Mauerziegeln bestand. Früher war es üblich, dass Patrizier zum Zeichen ihres Reichtums und Einflusses Türme neben ihren Wohnhäusern errichteten. Diese Türme verschwanden später nach und nach wieder aus dem Augsburger Stadtbild. Zuletzt fiel der schlanke und mit einem spitzen Zeltdach bekrönte Afraturm. Historiker sprachen sich damals zwar für den Erhalt des Turmes aus, das Turmfundament war durch angrenzende Fäkalgruben bereits so stark geschädigt, dass der Turm von den Architekten als unrettbar angesehen wurde und schließlich auch abgebrochen werden durfte.